# Pero Pinheiro
Pero Pinheiro (bis 1990 Pêro Pinheiro) ist eine Kleinstadt und ehemalige Gemeinde in Portugal.

## Geschichte
Die Gemeinde wurde am 11. März 1988 geschaffen, durch Ausgliederung aus der Gemeinde Montelavar. Am 30. Juni 1989 wurde der Ort zur Kleinstadt (Vila) erhoben.
Mit der Rechtschreibreform 1990 änderte sich die Schreibweise des Ortsnamens von Pêro Pinheiro zur heutigen Form.
Mit der Administrativen Neuordnung in Portugal 2013 wurde die Gemeinde aufgelöst und Teil der neuen Gemeinde União das Freguesias de Almargem do Bispo, Pero Pinheiro e Montelavar.

## Verwaltung
Pero Pinheiro war Sitz einer gleichnamigen Gemeinde des Kreises Sintra im Distrikt Lissabon. Am 30. Juni 2011 hatte der Kreis 4244 Einwohner auf einer Fläche von 15,7 km².
Folgende Ortschaften liegen in der ehemaligen Gemeinde Pero Pinheiro:
- Cortegaça
- Granja do Marquês
- Fação
- Morelena
- Pero Pinheiro

Im Zuge der Gebietsreform vom 29. September 2013 wurde die Gemeinde mit Almargem do Bispo und Montelavar zur neuen Gemeinde Almargem do Bispo, Pêro Pinheiro e Montelavar zusammengeschlossen.

## Wirtschaft
Bedeutendster Wirtschaftsfaktor ist seit je her der Abbau und die Weiterverarbeitung von Marmor und Granit. Etwa 300 mittelständische Unternehmen sind in dem Bereich in der Gemeinde tätig, der Metallverarbeitung, Diamantwerkzeuge, Schmiermittel, Elektrotechnik u. a. mit einschließt. Auch Möbelhersteller, Baustoffunternehmen und Handelsfirmen sind hier ansässig. Zu nennen sind zudem die verschiedenen Einrichtungen der Portugiesischen Luftstreitkräfte im Gemeindegebiet.

## Söhne und Töchter der Stadt
- Porfírio Pardal Monteiro (1897–1957), Architekt